# Kanał Grabowski (Szczecin)
Kanał Grabowski – kanał wodny w Szczecinie w Dolinie Dolnej Odry na Międzyodrzu, w woj. zachodniopomorskim. Jest częścią akwatorium portu morskiego w Szczecinie. 
Kanał łączy Odrę z Przekopem Mieleńskim. Ma długość 450 m, szerokość 90 m i głębokość 10,5 m. W kanale mogą występować spłycenia do 9,6 m. Kanał Grabowski łączy obrotnicę przy Orlim Przesmyku z obrotnicą na wejściu do Kanału Dębickiego. 
Nazwę Kanał Grabowski wprowadzono urzędowo w 1949 roku, zastępując poprzednią niemiecką nazwę Grabower Fahrt.